# Richard Plant
Richard Plant (geboren als Richard Plaut am 22. Juli 1910 in Frankfurt am Main; gestorben am 3. März 1998 in New York City) war ein deutsch-US-amerikanischer Germanist und Schriftsteller.

## Leben
Richard Plaut war ein Sohn des Arztes und sozialdemokratischen Stadtrats in Frankfurt am Main Theodor Plaut. Seine Schwester Elisabeth Plaut (1906–1987) heiratete in der Emigration den Buchillustrator Leo Meter.
In Frankfurt war Plaut aktives Mitglied der Roten Studentengruppe (RSG), die sich gegen den Vormarsch der Nazis in und außerhalb der Universität engagierte, und er lernte bei Treffen der RSG auch Oskar Koplowitz (später Oskar Seidlin) und Dieter Cunz kennen. Die drei konnten „ihre Homosexualität für die damalige Zeit in der großstädtisch-liberalen Atmosphäre Frankfurts verhältnismäßig offen leben“.
Nach der Machtübergabe an die Nationalsozialisten und der damit einhergehenden Verschärfung der antisemitischen Verfolgung der jüdischen Studenten und wegen der zunehmenden Verfolgung der Homosexuellen unter dem § 175 verließen Plaut und Koplowitz Deutschland und ging gemeinsam in die Schweiz. 1991 kommentierte Plant das so: „Ich bin als Jude emigriert, um als Schwuler zu überleben“. 1934/35 stieß auch Dieter Cunz zu ihnen, der 1934 noch in Frankfurt promoviert worden war.
1935 wurde Plaut an der Universität Basel bei Eduard Hoffmann-Krayer und Franz Zinkernagel mit einer Arbeit über Arthur Schnitzler promoviert. Auf seine Dissertation Arthur Schnitzler als Erzähler folgte 1936 ein Kinderbuch, Die Kiste mit dem großen S., und 1938 das Taschenbuch des Films. Um ihren Lebensunterhalt bestreiten zu können, verfassten Plaut, Koplowitz und Cunz unter dem gemeinsamen Pseudonym Stefan Brockhoff ab 1935 vier Kriminalromane.

„Die Fremdenpolizei und der Schweizerische Schriftstellerverband machten es den Emigranten nicht leicht, sondern untersagten Veröffentlichungen. Deshalb schufen die drei sich ein Pseudonym. Dieter Cunz’ Mutter wohnte in der Brockhoffstraße, und so wählte man diesen Namen für die Krimis, die die drei Autoren ausschließlich wegen des Gelderwerbs schrieben. Vier wurden es insgesamt, ein fünfter ist eher ein Liebesroman, auch wenn ein Kommissar darin vorkommt.
Da alle von ihrer wissenschaftlichen Ausrichtung her literarisch vorbelastet waren, dürfte das Pseudonym aber auch eine Art Absicherung gewesen sein, um die akademische Karriere nicht zu gefährden. Wo ihre literarischen Interessen tatsächlich lagen, kann man am ersten Krimi „Schuß auf die Bühne“ erkennen. Das Theater steht im Mittelpunkt der Mordgeschichte, und man merkt durchaus, mit welchem Spaß die drei an diesem Krimi arbeiteten.“

1938 emigrierten die drei Freunde in die USA, wo Plaut 1945 die US-amerikanische Staatsbürgerschaft erhielt und seinen Namen in Plant änderte. 1939 erschien ein weiteres Kinderbuch, S.O.S. Geneva (zusammen mit Oskar Seidlin), 1948 folgte The Dragon in the Forest. Im deutschsprachigen Raum wurde Plant auch durch Veröffentlichungen (auf Englisch) als Orlando Gibbons in der Zürcher Homosexuellenzeitschrift Der Kreis und vor allem durch seine 1986 veröffentlichte Studie The Pink Triangle: The Nazi War against Homosexuals (dt. 1991 als Rosa Winkel. Der Krieg der Nazis gegen die Homosexuellen) noch einmal bekannt.
Von 1947 bis 1973 lehrte Plant an der City University of New York und gelegentlich auch an der New School for Social Research. Er starb 1998 im Alter von 87 Jahren in New York City.

## Werke (Auswahl)
- Richard Plaut: Arthur Schnitzler als Erzähler. Kornsand, Frankfurt am Main 1935 und Altorfer, Basel 1935.
- Richard Plaut: Die Kiste mit dem großen S. Eine Geschichte für die Jugend. Sauerländer, Aarau 1936.
  - Neuedition: Richard Plant: Die Kiste mit dem großen S. Ein Roman für Kinder. Mit Illustrationen von Leo Meter, Beiträgen von Barbara Meter und Raimund Wolfert, herausgegeben von Ulrich Leinz. Gans Verlag, Berlin 2023, ISBN 978-3946392-30-9.
- Richard Plaut: Taschenbuch des Films. A. Züst, Zürich 1938.
- Richard Plaut, Oskar Seidlin: S.O.S. Genf. Umschlag und Zeichnungen sind von Susel Bischoff. Zürich: Humanitas-Verlag, 1937
  - Richard Plant: S.O.S. Geneva. Viking Press, New York 1939 (zusammen mit Oskar Seidlin)
- Richard Plant: The Dragon in the Forest. Doubleday, New York 1948.
- Richard Plant: The Pink Triangle: The Nazi War against Homosexuals. H. Holt, New York 1986, ISBN 0-8050-0600-1 (als TB 1988).
  - Rosa Winkel. Der Krieg der Nazis gegen die Homosexuellen. Übersetzt von Danny Lee Lewis und Thomas Plaichinger. Campus, Frankfurt am Main / New York 1991, ISBN 3-593-34420-3.

– Für die Kriminalromane siehe unter Stefan Brockhoff. –